# Registration
En musique classique et spécialement en musique d'orgue, on appelle registration l’ensemble des jeux que choisit l'organiste en fonction du morceau qu'il veut interpréter. Il actionne pour cela les tirants de registre, qui se présentent généralement sous la forme de manettes coulissantes placées de part et d'autre des claviers. Traditionnellement, dans les pièces d'orgue écrites par les compositeurs français de la période baroque, la registration est précisée pour chaque pièce sur la partition.
On appelle également registration l'art de choisir et de mêler les jeux (ou registres). En effet, la particularité de l'orgue étant d'offrir une grande variété de timbres différents (les jeux) et un nombre considérable de combinaisons, en l'absence d'indications de registration sur la partition, ou dans le cas d'une improvisation, l'organiste choisit sa registration selon plusieurs critères qui relèvent de son art : la tradition, les possibilités de l'orgue, le caractère, le style et l'époque de l'œuvre, et surtout le bon goût. Certains mélanges sont heureux et naturels, d'autres le sont moins et sont désagréables à l'oreille. Il faut donc les connaître tous et les maîtriser, ce qui justifie que la registration soit considérée comme un art.
C'est essentiellement en France au cours du XVIIe siècle, que la registration a été codifiée et presque « normalisée ». Les compositeurs français de cette époque indiquaient souvent de manière très précise les registres à utiliser pour une exécution de leurs œuvres conforme à leur idée. Ainsi, Jacques Boyvin explique la registration classique dans son ouvrage intitulé Le Mélange des jeux selon Jacques Boyvin, publié en 1690.

## La registration dans l'orgue classique français
Les compositeurs du grand siècle de l'orgue français, situé approximativement entre 1650 et 1760, avaient peu à peu défini, par convention, une codification de la registration de la plupart de leurs pièces écrites directement condensée dans leurs titres. Si bien que la registration et même la manière de placer les mains sur les claviers se déduisait simplement à la lecture du titre de la pièce. Voici l'ensemble de ce code :
- Subdivision du clavier : Pour coïncider avec les tessitures des voix, le clavier était subdivisé en zones correspondantes. La première octave correspondait à la basse, la deuxième octave à la taille (ce que nous appelons aujourd'hui (Tuba magna 8' et Tuba mirabilis 8'), le reste du clavier appelé dessus se subdivise en premier dessus (correspondant à l'alto) et deuxième dessus (correspondant au soprano). Ces subdivisions sont évidemment élastiques et débordent les unes sur les autres selon les besoins. Néanmoins, dans l'orgue français, la division entre basse et dessus est fixée au troisième ut, car c'est la note à partir de laquelle débutent les Cornets, de 2 à 5 rangs 4'; 8'.
  - Basse : Désigne une pièce qui utilise un jeu de solo joué à la main gauche et à la basse, accompagné à la main droite par des fonds. Se présente sous la forme « Basse de… » (exemples : Basse de Trompette, Basse de Cromorne, etc.). Parmi les registres de l'orgue, il arrive que certains jeux portent un nom semblable ; il s'agit généralement de demi registres qui ne parlent que sur la moitié inférieure du clavier et du pédalier (jusqu'au si2) et l'on trouve ainsi la Bombarde 16', la Soubasse 16', le Trémulant 16', le Tremblant 8', Voir Demi-registre…
  - Taille : Désigne une pièce qui utilise un jeu de solo joué à la main gauche et à la taille (Tuba magna 8', Tuba mirabilis 8'), accompagné à la main droite par des fonds. Se présente sous la forme « …en Taille » (exemples : Cromorne en Taille, Tierce en Taille, Trompette en Taille).
  - Dessus : Désigne une pièce qui utilise un jeu de solo joué à la main droite et sur le dessus (indifféremment alto ou soprano), accompagné à la main gauche par des fonds. Se présente sous la forme « Dessus de… » (exemples : Dessus de Cornets, Dessus de Trompettes, Dessus de Cromornes). Parmi les registres de l'orgue, il arrive que certains jeux portent un nom semblable ; il s'agit généralement de demi registres qui ne parlent que sur la moitié supérieure du clavier et l'on trouve ainsi des Dessus de Bombarde, Dessus de Flûte, Dessus de Tierce, etc. Voir Demi-registre…
- Tierces : Désigne généralement le petit jeu de tierce complet, à savoir Bourdons 8'; 16', Prestant 4', Doublette 2', Nazard 2' 2/3, Tierces 1' 1/3 ; 1' 3/5 ; 10' 1/3 et Larigot 1' 1/3.
  - Tierce en taille : désigne une pièce qui utilise le jeu de tierce joué en solo à la main gauche et à la taille (registres du Tuba magna 8' et du Tuba mirabilis  8'), accompagné à la main droite par des fonds (généralement bourdons 8' et flûtes 4') (ou de 8'), et une pédale de flûte (souvent 8' pieds seulement). Exemple sonore : Récit de Tierce en taille de Louis Marchand sur l'orgue François-Henri Clicquot de Souvigny par Jean-Luc Perrot[3].
- Deux Dessus : Désigne une registration nécessitant, en principe, un orgue à trois claviers. L'accompagnement se fait soit à la main gauche, soit à la pédale, sur les fonds, et les soli sont exécutés alternativement (main droite seule) ou simultanément (les deux mains) sur deux dessus de claviers séparés, chacun ayant une registration différente, de préférence contrastée pour bien faire entendre les différentes voix. Dans la musique française les deux dessus ne se font généralement entendre que dans le trio. Dans la musique d'orgue ibérique, ils peuvent être traités en quatuor.
- Grands Jeux : Se dit aussi au singulier, le Grand Jeu, de 5 rangs 8', et désigne le mélange le plus puissant de l'orgue classique traditionnellement constitué de la batterie d'anches (Bombarde 16', Trompette 8', Clairon 4'), prestant 4', doublette 2', jeu de tierces 1' 1/3 ; 1' 3/5 ; 10' 1/3  ou cornets, en nombre, de 2 à 5 rangs 4' ; 8' (ou les deux). Il se joue toujours au clavier de Grand Orgue.
- Petit Jeu : Désigne la version réduite du Grand Jeu, constitué au Positif par le Cromorne 8', un prestant 4' et le cas échéant un petit jeu, de 3 rangs 4'. Il peut aussi se jouer au Grand Orgue, la trompette 8' remplaçant le Cromorne. Ces combinaisons dépendent aussi de la puissance de l'orgue. En principe, si le Grand Jeu parle en 16' + 8' + 4', il est implicite d'avoir un Petit Jeu en 8' + 4', mais si le Grand Jeu est un 8' + 4', le Petit se fondera sur une anche de 8'.
- Dialogue : Pièce faisant alterner le petit jeu et le grand jeu.

- Récit : Pièce faisant chanter une mélodie sur un jeu soliste, généralement en s'appuyant sur un thème de choral, orné et varié.

- Fugue : Canon à la quinte 2' 2/3 ; 10' 2/3 et à l'octave pouvant aller jusqu'à cinq voix. Se joue généralement sur les tierces (grand jeu et petit jeu de tierces) avec pédale de flûtes (16'+ 8') et parfois sur les anches.

- Pleins Jeux : Seul cas, dans la musique classique française, où l'on voit se développer un véritable traitement de l'harmonie sans contrepoint et parfois même sans mélodie. Les pleins jeux sont généralement des modulations constituées de quatre à huit parties, soutenues quelquefois par un cantus firmus exposé à la pédale sur la trompette 8'. Le petit Plein Jeu se joue sur le Positif et le Grand Plein Jeu sur le Grand Orgue. Dans les deux cas, il est toujours constitué par l'ensemble des principaux et des mixtures, fournitures et cymbales, en nombre, de 2 à 5 rangs 6'; 8'.

- cantus firmus : Récitatif d'un thème ou d'une mélodie en valeurs longues. Jehan Titelouze en donne la définition suivante : « Le Cantus firmus, religieux ou profane, vocal ou instrumental, peut être littéral, interrompu, dissimulé, migrant, orné, modulant, déformé, abrégé, associé au procédé de la parodie ; il peut engendrer des imitations et des variations, être traité en canon. » En pratique il s'agit du thème exposé le plus souvent en valeur longues et à la basse. Bien qu'il en existe d'autres variantes, c'est celle-là qu'on rencontre le plus.

## Demi-registre
Dans l'orgue ibérique comme dans l'orgue italien de la période baroque, et de cause commune, la facture avait institué la division du clavier et les demi registres ou demi jeux. La plupart des instruments de cette époque n'ont qu'un seul clavier divisé entre basse et dessus. Ces deux demi claviers correspondent dans l'instrument à deux sommiers indépendants, un peu comme si l'orgue possédait en fait deux claviers (courts et juxtaposés). L'origine de cette pratique était simplement financière : elle permettait avec une économie de moyens d'avoir un instrument capable d'offrir une grande variété de timbres à un coût supportable pour les petites paroisses. Au lieu d'avoir une dizaine de jeux sur toute l'étendue d'un clavier, on dispose d'une vingtaine de demi jeux repartis sur chaque moitié du clavier, décuplant ainsi les possibilités de combinaisons.
Cette manière de construire les orgues a entraîné une manière de composer et de jouer qui a finalement abouti à une tradition.
Dans la littérature organistique ibérique, les pièces portent des noms explicites qui, comme dans l'orgue français, indiquent la manière de les jouer :
- « Obra de mano derecha de medio registro » : pièce à jouer à la main droite sur un demi jeu.
- « Medio registro Alto de primo tono » : pièce du premier ton à jouer sur le demi registre de dessus.
- « Tiento partido de mano derecha de batalla de octavo tono » : fantaisie sur le huitième ton, avec la trompette de bataille à la main droite.

## La registration dans l'orgue classique allemand
- Blockwerk : Ensemble des Principaux, Mutations et Mixtures utilisés en polyphonie soit pour accompagner les chants liturgiques, soit pour leur répondre. Ce mélange remonte aux origines de l'orgue baroque allemand.
- Plenum : Ensemble des fonds et des mixtures, utilisé pour le contrepoint et la polyphonie. Les mixtures allemandes étant plus aiguës que les mixtures françaises, elles offrent plus de souplesse pour le compositeur en favorisant la virtuosité et la clarté de chaque voix d'un contrepoint. Il existe traditionnellement deux types de plenum :
  - Le Plenum de 8 : Aux manuels accouplés ou non, on met les fonds 8, 4, 2 (et les jeux de 1 pied s'ils existent) ainsi que les mixtures. Les fonds concernés sont les Principaux, les Bourdons et les Flûtes. On ne met pas les gambes ni les salicionals. On peut aussi limiter le plenum aux seuls principaux et mixtures (on rejoint alors le principe du blockwerk). À la pédale on met les fonds de 16 et les tirasses. Dans une fugue on met traditionnellement une anche douce de 16 pour donner plus d'appui aux basses ; on choisit généralement un Sordun, une Ranquette ou une Dulciane. Sauf si le plenum des manuels est puissant, on évite le basson ou la bombarde.
  - Le Plenum de 16 : aux manuels accouplés ou non, on met les fonds (sauf les gambes) 16, 8, 4, 2, 1 ainsi que les mixtures et la sesquialtera. À la pédale on met les fonds 32 et 16 et les tirasses, ainsi qu'une anche douce de 16. Le plenum de 16 est déconseillé si l'on n'a pas un jeu de fond de 32 à la basse. Le cas échéant, on peut aussi mettre une anche douce de 32 (Sordun ou Ranquette).
- Plenum par les anches : Il s'agit d'un mélange puissant, destiné à des pièces de grande tenue comme les toccatas. Il consiste à tirer les fonds, les anches et les mixtures, les accouplements et les tirasses. La pédale doit toujours sonner une octave en dessous des manuels : 8 pieds aux manuels implique 16 pieds à la pédale, et 16 pieds aux manuels implique 32 pieds à la pédale.

Ces formules classiques sont idéales pour jouer les grandes pièces d'un Buxtehude ou d'un Bach. L'organiste les adaptera en fonction de l'instrument et de la complexité (nombre de voix simultanées) de l'œuvre à interpréter.

### Utilisation du plenum
Dans la Messe Luthérienne, sur la base de la registration du Plenum, Bach porte trois types d'indications. L'indication pro organo pleno (Prélude et Fugue de la Trinité) suppose le pédalier avec tirasse ainsi que les claviers accouplés joués en alternance, c'est-à-dire avec changement de clavier ; l'indication con organo pleno (Kyrie, Gott heiliger Geist) suppose les accouplements, mais sans aucun changement de clavier ; l'indication in organo pleno (Wir glauben all... et Aus tiefer Not...) suppose l'utilisation du seul clavier principal sans accouplement et du pédalier sans tirasse.

## La registration dans l'orgue romantique et symphonique
Le goût du public et les styles musicaux vont faire évoluer les principes de registration et adapter les compositions des orgues de l'époque. Ainsi on va voir disparaître les jeux jugés archaïsants, dont le nom est parfois tiré d'un instrument médiéval comme le cromorne, et la plupart des mutations simples comme les tierces. De manière générale, les registres vont chercher à imiter un instrument de l'orchestre reprenant des noms comme clarinette ou violoncelle et favorisant la hauteur de 8'.

### Effets pleins et effets creux
Est appelé effet plein celui qui est formé par la réunion de jeux de même hauteur ou dans lequel un diapason domine puissamment, par exemple, les principaux, flûtes et bourdons de huit pieds. Si on ajoute un diapason de 4 pieds, le résultat s'avère plus brillant mais perd en rondeur. On peut y ajouter des jeux de 16 pieds pour grossir l'ensemble. Les jeux de 2 pieds sont préférés pour être réservés à des fins de mélanges creux ou pour jouer avec les anches. Les jeux d'anches de la famille des trompettes en 16, 8 et 4 pieds sont considérés comme des mélanges pleins.
L'effet creux est obtenu par réunion de jeux éloignés par leur hauteur ainsi une doublette avec un bourdon par exemple, ou leur nature, comme le quintaton et les jeux très étroits qui éveillent en l'auditeur la douzième, c'est-à-dire la quinte de l'octave supérieure. L'effet creux est original et saisissant, il permet de rompre la monotonie des combinaisons pleines. Est considéré comme effet creux, les registrations des anches dont le résonateur est à demi ou quart de hauteur d'un tuyau de fond équivalent comme les clarinettes et cors anglais. Les mélanges creux sont utilisés en solo avec un accompagnement plein.

### Grand chœur et demi grand chœur
Si sur un clavier, on ajoute aux fonds de 16, 8 et 4 pieds le tutti d'anches bombarde-trompette-clairon-basson et un plein jeu ou une forte doublette, l'effet est alors appelé grand chœur.
Sur un plan sonore expressif, quand cette même registration est utilisée boîte fermée, il est alors appelé demi grand chœur et donne une sensation de puissance sourde et lointaine très prisée dans les œuvres  concertantes à partir du XIXe siècle.
Quand les grands chœurs des différents claviers sont joués alternativement, on appelle cela un dialogue.

### Exemples de registration
Récit de voix humaine :
Au récit : voix humaine 8', bourdon 8'. Au grand orgue : bourdon 8', salicional 8', bourdon 16'. On joue un motif en accords sur le récit, puis en fermant la boîte expressive, on fait entendre un chant sur le grand orgue accouplé tandis que la main gauche reste sur le récit.
Accompagnement choral :
Pour une voix seule, bourdon ou flûte harmonique.
Pour une masse chorale, suivant l'importance il sera utilisé par ordre: tous les fonds de huit pieds, tous les fonds de huit pieds en y joignant les anches du récit (boîte fermée), tous les fonds 16, 8, 4 pieds auquel sera ajouté tout le récit (boîte fermée).

## Pédale
Il est d'usage de se servir presque toujours des fonds 16 et 8 pieds. À noter que le 32' peut être utilisé sur des plenums de 16' au clavier. L'effet du 32' peut être produit par la résultante de l'utilisation d'un jeu de 16' avec une grosse quinte de 10'2/3.
Les anches s'emploient le plus souvent pour les éclats du grand chœur.

## Mécanismes

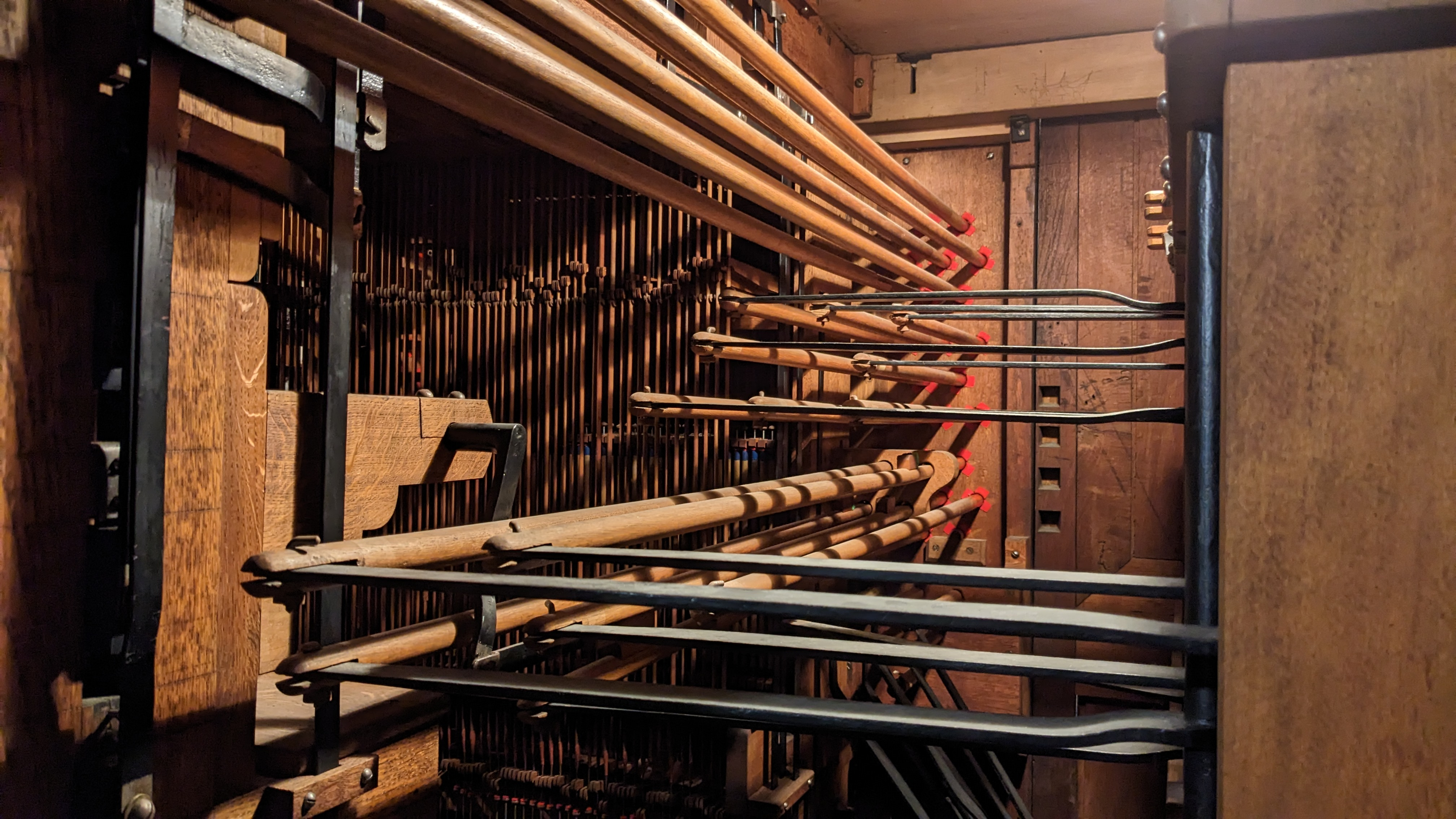
Aperçu de la tringlerie des registres placés à la gauche des claviers de la console du grand orgue de la cathédrale d'Orléans.

Différents mécanismes pour actionner les registres ont été inventés avec les progrès de la technique. Cette action est nommée traction et se décline en versions mécaniques, pneumatiques ou électriques.
La traction mécanique est la plus ancienne : le tirant est relié mécaniquement au registre. Il suffit de le tirer vers soi pour ouvrir le registre et de le repousser pour le fermer. Dans l'orgue classique italien, le registre est un levier qui se déplace latéralement (généralement de gauche à droite) et que l'on bloque dans une encoche. En le sortant de son encoche, il est rappelé à sa position d'origine par un ressort. 
La traction pneumatique : l'appel peut se faire par un tirant ou par un domino à bascule. La tringlerie est remplacée par un tube qui envoie de l'air sous pression vers un piston placé dans l'axe du registre qu'il ouvre ou qu'il ferme. 
La traction électrique : l'appel peut se faire avec n'importe quelle forme de contacteur électrique (domino, langue de chat, tirant, bouton tactile). L'action est transmise par des fils électriques vers le moteur de registre qui est un électro-aimant à deux positions, ouvert ou fermé.
La traction numérique utilise quant à elle des signaux codés (système midi par exemple) pour commander les servomoteurs et électro-aimants et peut donc utiliser les possibilités offertes par l’informatique. La transmission peut se faire par fil (câbles réseaux, fibre optique) ou sans fil (Wi-Fi).